# André Schmidt (Fußballspieler)
André Schmidt (* 1. Februar 1989 in Zeulenroda) ist ein deutscher Fußballspieler.

## Karriere
Der Abwehrspieler begann mit dem Fußballspielen beim FSV Schleiz. 2002 verließ er Schleiz und wechselte in den Nachwuchsbereich des FC Carl Zeiss Jena. Am Ende der Saison 2007/08 rückte er in den Kader der Profis auf und kam noch zu zwei Einsätzen in der 2. Bundesliga. Nach dem Abstieg in die 3. Liga konnte er sich nicht in der ersten Mannschaft durchsetzen und kam vorwiegend in der zweiten Mannschaft zum Einsatz. Anfang der Saison 2009/10 rückte Schmidt aufgrund von etlichen verletzten Abwehrspielern wieder in den Kader der ersten Mannschaft des FC Carl Zeiss Jena auf. Seit dem Sommer 2011 gehört er wieder zum Kader der Reserve in der Oberliga NOFV-Süd. In der Regionalligasaison 2014/15 kam er zu weiteren Einsätzen in der ersten Mannschaft.